# 鄭国
鄭 国（てい こく、生没年不明）は、中国・戦国時代末期の水工（水利技術者）。
韓の出身で、秦において灌漑水路「鄭国渠」を完成させた。

## 生涯

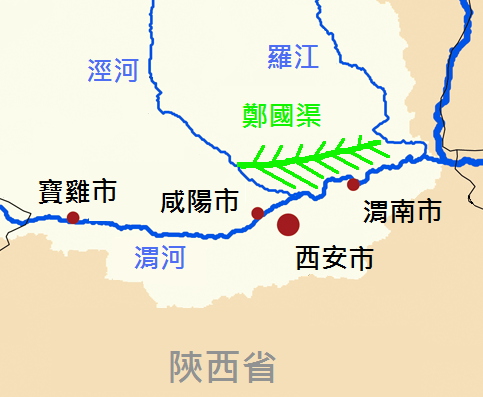
現代における鄭国渠の位置。上図では「羅江」とあるが、正しくは洛河である。

鄭国は戦国時代末期、秦の勢力が強大になった時代の人物である。小国である韓は、秦による東方への侵攻を恐れ、秦に大規模な溝渠事業を実行させて秦を疲弊させようと考えて、水利技術者である鄭国を秦に送り込んだ。鄭国は、咸陽北方の瓠口（現在の涇陽県付近）で涇水（渭水の支流）の水を分けて洛水（同じく渭水の支流）に至らせる溝渠事業を秦王政に説いた。溝渠事業は秦王政即位の翌年、始皇元年（紀元前246年）に開始された。
始皇9年（紀元前238年）、嫪毐の乱が発生したが、これに前後して、鄭国が韓から送り込まれた間者であることが発覚した。処刑されそうになった鄭国は、間者であったことを認めた上で、溝渠事業の完成はいずれは秦の利になると説得して処刑を免れた（『史記』河渠書）。『史記』李斯列伝は、鄭国の事件が逐客令のきっかけとなったと記すが、この因果関係は疑わしいという見方もある。鄭国は溝渠事業に引き続き従事し、工事を完成させた。
完成した溝渠は、全長300余里（120km余）に及ぶもので、4万余頃（1頃＝1.82haとして72,800ha余）を潤し、灌漑地域に豊かな実りをもたらした。「関中（渭水盆地）は沃野となり、凶年はなくなった」（『史記』河渠書）と描かれる成果を挙げたこの溝渠は、鄭国の名をとって鄭国渠と呼ばれるようになった。司馬遷は、鄭国渠がもたらした豊かさが諸侯を併呑する経済力につながったと評している。
鄭国渠は古代中国の3大水利施設のひとつ（他の2つは都江堰、霊渠）と呼ばれる。その後、涇水（涇河）の水を引いて灌漑に用いる水路は歴代王朝によってしばしば改修を加えており、現代も「涇恵渠」として使用されている。